# De Kleiputten
De Kleiputten is een natuurreservaat dat gelegen is in de West-Vlaamse gemeente Roeselare, tussen Zilverberg en Oekene, in de deelgemeente Rumbeke.
Het gebied is 4,2 hectare groot en omvat een voormalige kleiwinningsgroeve die tegenwoordig als moerasgebied en open water fungeert. Het wordt beheerd door Natuurpunt.
De Kleiputten is niet vrij toegankelijk, maar kan op bepaalde tijden wel met een gids worden bezocht. Naast De Kleiputten bevindt zich een domein met aangeplant stadsbos en hooilanden. Dit is wel toegankelijk voor het publiek.
In het noorden vindt men de N36 die hier fungeert als zuidelijke randweg van de stad Roeselare. Direct ten noorden daarvan ligt het Domein Sterrebos, eveneens een natuurgebied.

## Flora en fauna
Fauna
- Vogels - blauwe reiger, aalscholver, Canadese gans, kleine karekiet, zwarte roodstaart, kuifeend, rietgors, tjiftjaf, wintertaling, wilde eend, dodaars, meerkoet, waterhoen, houtduif, Sperwer
- zoogdieren - haas, gewone bosmuis, egel, rode eekhoorn, mol, steenmarter
- Reptielen - roodwangschildpad
- Amfibieën - gewone pad, groene kikker,
- Vissen - karper
- Ongewervelden - atalanta, gehakkelde aurelia, dagpauwoog,

Flora
- ogentroost, duizendguldenkruid, boswilg, schietwilg, reuzenpaardenstaart, blaartrekkende boterbloem, jacobskruiskruid, sleedoorn, eenstijlige meidoorn, Spaanse aak